# Konstanzer Hans
Johann Baptist Herrenberger (* August 1759 in Oppenau; † 3. September 1793 in Ludwigsburg), im Volksmund und in Räuberkreisen nach der Herkunft seines Vaters Konstanzer Hans (auch Konstanzer Hanß) genannt, war ein deutscher Räuber in Württemberg.
Er legte sich unter anderem die Alias-Personalien Johannes Schüle (Beruf Zirkelschmied) und Franz Xaveri Herrenberger (Beruf Scharfrichter und Porzellanhändler) zu.

## Familie
Johann Herrenbergers Vater (geboren in Konstanz) war Schuster und Legionär in holländischen Diensten, seine Mutter (geboren in Memersheim bei Aschaffenburg) Tochter eines Tischlers. Die Eltern hatten in Oberkirch geheiratet und waren zunächst im Schwarzwald wohnhaft. Sie begaben sich auf Pilgerreise nach Spanien. Dort erkrankten sie schwer und lagen ein halbes Jahr darnieder. Nach ihrer Rückkehr in den Schwarzwald ging der Vater dem Geschäft des Schusters nach, die Mutter fertigte Körbe an und verdiente durch Bettelei dazu. Johann Herrenberger hatte eine um 1740 geborenen Schwester namens Franzelen, die später auch kleinere Diebstähle durchführte, mit den Eltern und Johann nach Ludwigsburg im Zuchthaus einsass, aber mit verkürzten Zeiten.

## Kindheit und Jugend
Johann „Hans“ Herrenberger besuchte keine Schule und musste ab dem Alter von 11 Jahren die Familie durch Bettelei unterstützen, da sein Vater seine Tagelöhnerdienste beim Kloster Allerheiligen aufgab. Zu dieser Zeit begann er auch kleinere Diebstähle zu begehen. Nach einem misslungenen Diebstahl wurde er von seinem Vater zur Abschreckung zur Hinrichtung eines Diebes in Oberkirch mitgenommen.
Im Alter von 14 Jahren erhielt er Angebote zur Lehre als Maurer und Stuckateur, die der Vater jedoch ablehnte.
Aufgrund der hohen Inflation verließ die Familie das Kloster Allerheiligen nach 17 Jahren und wanderte nach Konstanz aus, wo der Vater erhoffte, eine Erbschaft antreten zu können. Die Hoffnung erfüllte sich jedoch nicht, da die Familie sich seit 20 Jahren dort nicht aufgehalten hatte, sondern im Bischöflich-Straßburgischem Gebiet und somit im Ausland gelebt hatte.
Danach unterstützte Johann Herrenberger den Unterhalt der Familie als Händler auf Jahrmärkten und Kirchweihen, wobei er einen Teil des Geldes für sich abzweigte und nicht dem Vater übergab. Zu dieser Zeit begann er mit dem Glücksspiel.
Der Vater drohte und verprügelte ihn oft, so dass er einmal für mehrere Wochen weglief und bei einem Bauern als Viehhirte diente.

## Erwachsenenalter
Am 24. Juli 1777 kam es zu einem folgenschweren Streit zwischen dem Konstanzer Hans und seinem Vater. Zwar versuchte Johann danach nochmals zurückzukehren, letztlich ließ er sich jedoch in Mühlen an der Donau von Bremtemer-Seppe überzeugen, sich an Einbrüchen zu beteiligen. Er hatte weiterhin noch Kontakt zum Vater, dieser wurde jedoch immer loser. In dieser Zeit lernte er immer weitere Personen aus dem Räubermilieu kennen.
Im Dezember 1777 wurde er zum ersten Mal zusammen mit seinem Vater in Harmerspach (Harmersbach) verhaftet und ins Gefängnis verbracht. Trotz strenger Verhörmethoden kam er nach 8 Tagen noch einmal davon, da ein geschädigter Bauer die Tatzeit verwechselte und Johann für das falsche Datum ein Alibi hatte. So wurde er mit einer Tracht Prügel entlassen.
Im Jahr 1778 wurde er auf einer Verlobungsfeier des Schul-Toni in Oberflacht bei Tuttlingen festgenommen. Neben Schul-Toni wurden auch Bremtemer-Seppe und weitere Gauner arrestiert. Die Gefangenen wurden über Spaichingen nach Rottenburg am Neckar gebracht. Dort erwartete sie jedoch kein allzu strenges Verhör. Sie wurden von den österreichischen Truppen im Bayerischen Erbfolgekrieg als Söldner verpflichtet. Nur Schul-Toni kam nach Buchloe in Haft, da er schon mal in Rottenburg inhaftiert war. In der Folge wurde der Konstanzer Hans mit Versprechen und Geld hereingelegt, so dass er Österreichischer Untertan wurde und damit ordentlicher Soldat.
In Wien gelang ihm zunächst die Flucht bis an die bayerische Grenze, dort wurde er jedoch nach Widerstand festgenommen und mit 500 anderen Arrestanten wieder nach Wien überführt.
In der Winterzeit 1778/1779 scheiterte ein weiterer Fluchtversuch an der sächsischen Grenze. Er wurde nach dem Hinweis eines Knaben durch Kroaten aufgegriffen und seinem Regiment rücküberstellt, wo er „Gassenlaufen“ musste. Zunächst lehnte er eine Behandlung seines Rückens im Lazarett ab, fuhr in der Folge jedoch nach Hustenanfällen und Blutauswurf in einem größeren Krankentransport als Kommandierender mit anderen Verletzten ins Prager Lazarett. Dort wurde er nach einigen Tagen entlassen und gelangte in der Stadt in den Dunstkreis der Gaunerszene und erlernte das "Handwerk" des Beutelschneidens. Er beging mehrere Diebstähle bei Wallfahrten und Festen in Prag. Zunächst überlegte man, wie man aus der Stadt fliehen konnte, doch durch den Frieden im Bayerischen Erbfolgekrieg sollte der Konstanzer Hans mit seinem Regiment Bender zurück nach Freiburg verlegt werden. Kurz vor Freiburg floh er im August 1779, nachdem er die Wache überwältigt hatte, in den nahegelegenen Wald. Da ohne Absprache weitere Soldaten flohen, wurde Sturm geläutet. Er versteckte sich viele Stunden auf einer Anhöhe in einer zugewachsenen Quelle und entging so seinen Verfolgern.
In Folge beging er zusammen mit Bruder Städele und einem weiteren Komplizen in der Schweiz und Oberschwaben Einbruchs- und Diebstahlsdelikte. Zu dieser Zeit lernte er Schleiferberbel kennen. Das erste Zusammentreffen war in einem Diebswirtshaus, nachdem sie vor ihrem Mann geflohen war. Diesen kannte Johann und brachte Berbel mit ihren Kindern zu ihm zurück. Danach schloss er sich eine Weile der Familie an. Nachdem zusammen einige Raubüberfälle begangen worden waren, brannten Berbel und Johann in der Nähe von Schaffhausen in der Schweiz nach Württemberg durch, wo er sie als Beischläferin nahm. Er reiste nach Überlingen, wo er auf Gleichgesinnte traf (u. a. den starken Hans, den er in Prag kennengelernt hatte).
Es folgte ein Überfall auf das Schloss Sonnenberg. In Lakendorf ließ er sich einen falschen Pass auf den Namen Franz Xaveri Herrenberger ausstellen und versuchte sich unter diesem Namen kurzzeitig als Händler.
Nachdem dieser Lebenswandel nicht zum erwünschten Erfolg geführt hatte, nahm er seinen alten Alias-Namen Johannes Schüle wieder an und tauschte in der Nähe von Schaffhausen bei einem Wirt sein Pferd mit Sattel und Zaumzeug gegen Getränke ein. In der Wirtschaft bekam er das Angebot von Schinder-Peter, sich für einen Diebstahl zusammenzutun und enger Kameradschaft zu schließen. Dies lehnte der Konstanzer Hans jedoch ab. Schinder-Peter sah sich dadurch in der Ehre gekränkt und nutzte eine Abwesenheit, um Johann und den Wirt zu bestehlen, die Zeche ungefragt auf ihn zu schreiben und das Wirtshaus zu verlassen. Der Konstanzer Hans suchte daraufhin nach Schinder-Peter und konnte ihn letztlich bei Hohenmemmingen nachts in einem Wirtshaus ausfindig machen. Nachdem Peter Johann mit dessen entwendeter Büchse provoziert hatte, kam es zum Streit, bei dem ein Kamerad des Schinder-Peter durch Schleiferberbel getötet und Schinder-Peter selbst im Gesicht verletzt wurde. Berbel und Johann flüchteten zunächst zu einem Hof in der Nähe, wo sich seine Eltern und seine Schwester aufhielten, die von den Vorgängen nichts wussten. Dort packten sie ihre Habseligkeiten und flüchteten über Möhringen in die Nähe von Seitingen, wo sie sich in einer Mühle einquartierten. Die Müllerin meldete die verdächtigen Personen nach Seitingen, worauf die Gruppe von etwa 200 bewaffneten Bauern festgenommen wurde. Die Gruppe wurde in Seitingen arrestiert. Der Vater und der Konstanzer Hans wurden gemeinsam vom Vogt verhört. Hans nannte seine Alias-Personalien und wurde vom Vogt nicht als Sohn seines Vaters erkannt. Möglicherweise war zu diesem Zeitpunkt das Tötungsdelikt noch nicht bekannt, jedenfalls wurden alle wieder aus der Haft entlassen.
Der Konstanzer Hans, der sich weiterhin rächen wollte, suchte zunächst ergebnislos in der Nähe von Rottweil und Lakendorf nach Peter. Zu diesem Zeitpunkt bestand sein Gefolge aus Schleiferberbel, einem weiteren Räuber und einer Frau. In Flözlingen brachen sie erfolgreich in das Pfarrhaus ein.
1781: Nach einer Warnung konnten sie von einem Diebeswirtshaus in Neuhausen (Königsfeld im Schwarzwald) noch einmal einer Streife entkommen, aber kurz danach wurde Hans mit Berbel in Schaffhausen beim Herbstmarkt verhaftet. Unabhängig von ihm wurden Schleiferberbel und weitere Gauner arrestiert. Es erfolgte eine Anhörung der Festgenommenen durch 24 Ratsherren im Rathaus. Der Bürgermeister eröffnete die Sitzung. In Johann vermutete man den Konstanzer Hans, und beim Verhör im Rathaus richtete sich das Hauptaugenmerk auf ihn. Er wurde ein zweites Mal verhört. Man schleuste sogar einen Fabrikanten aus Frauenfeld ein, der ihn heimlich ausfragen sollte: Sollten Johanns Alias-Personalien als Johannes Schüle stimmen, so wäre er der Vetter des Fabrikanten. Da er sich in Harmerspach gut auskannte, konnte Hans dessen Fangfragen so überzeugend beantworten, dass dieser tatsächlich glaubte, Johann wäre sein Vetter. Daraufhin wurde er mit einer Tracht Prügel entlassen.
Kurz danach beging er weitere Diebstähle und Raubüberfälle. Er ging nach Maria Einsiedel in der Schweiz, holte sich dort einen Gesundheitsschein, welchen er brauchte, um sich in Rapperswil einen offiziellen Pass ausstellen zu lassen. Auf dem Rückweg traf er mit Gefährten auf eine Bande, der auch der Schwarze Toni angehörte. Einer der Begleiter des Toni war Viktor. Dieser hatte früher für Johann gearbeitet. Es kam zu einem Streit zwischen Hans Gefährten, die Diebstähle aus Kirchen ablehnten, und Tonis Bandenmitgliedern. Als Hans weg war, verging sich Toni an zwei seiner Gefährten und zog anschließend weiter. Als Johann dies erfuhr, reiste er ihm nach und kam in der Nacht im Dorf an, in dem er Toni vermutete. Unter dem Vorwand, er sei Harschier und im Auftrag des Landvogts in Thurgau auf der Suche nach verdächtigem Gesindel unterwegs, verschaffte er sich Zutritt in die Häuser des Dorfes. Der Schwarze Toni und ein Begleiter hatten sich in ihrer Unterkunft verschanzt. Als der Wirt den Zutritt verweigerte, kam es zum Streit. Hierbei hörte Hans die Stimmen von Toni und seines Begleiters, schoss zwei Mal durch die Fenster und zerschmetterte zwei (Fenster/Tür?) Flügel. Da es im Dorf zur Zusammenrottung der Bewohner kam, floh er zunächst. Der Schwarze Toni und sein Begleiter sammelten dann weitere Gauner, u. a. Bentemer-Seppe um sich, um gegen Hans vorzugehen. Bei der Verfolgung wurde die Bande allerdings von einem Häscher festgenommen. Nur Toni entkam und traf kurz darauf auf Hans. Um sein Leben zu retten, musste Toni vor ihm niederknien und wurde daraufhin verschont.
Hans begab sich danach mit Schleiferberbel und Viktor auf die 24 Höfe im Schwarzwald. Dort trafen sie wieder auf die Bande um Schinder-Peter. Dessen Beischläferin, Henneflügels Seffe, berichtete über ein lohnenswertes Ziel, eine Mühle in Wenzeln bei Alpirsbach. Die Annäherung erfolgte über die Wasserseite. Hans stellte eine Leiter auf und versuchte zunächst erfolglos ein Fenstergitter zu entfernen. Als er dies nicht schaffte, versuchte sich zunächst Viktor ebenfalls erfolglos daran. Anschließend schlug Viktor mühevoll eine Riegelwand ein. In der Kammer fanden sich jedoch nur einige Gulden und Speck. Bei einer Rast bei Rothenbach gaben sie einem vorbeikommenden Feldhirten etwas zu essen. Dieser bemerkte, dass er auf eine Räuberbande gestoßen war, und meldete dies in seinem Dorf, woraufhin Streifen entsandt wurden. Viktor und ein weiterer Kamerad trennten sich von Hans und Peter und wurden einige Stunden nach dem Einbruch von den Streifen festgenommen. Als dies Hans und der Rest der Bande erfuhren, versuchten sie zu flüchten. Hans und Peter konnten entkommen und zogen weiter nach Sternek, wo sie bei einem Bauer übernachteten. Schleiferberbel und Henneflügels Seffe waren nicht schnell genug und wurden gefasst, was Hans nicht unrecht war. Sie zogen weiter nach Wittendorf, wo sie bei einem Bauern Gepäck deponiert hatten. Dort entgingen sie aufgrund des beherzten Auftretens von Hans einem mutmaßlichen weiteren Festnahmeversuch.
Hans begab sich mit weiteren Kameraden nach Weilerstadt, um dort beim anstehenden Markt zu stehlen. Da er sich jedoch mit Peter am Morgen betrunken hatte (5 Schoppen Branntwein und echten Wein), bot sich der 8-jährige Sohn der Schleiferberbel an, für sie zu stehlen. Hans wollte aber selbst stehlen und wurde daraufhin verfolgt. Er konnte sich nur mit Drohungen und seiner Pistole der Festnahme entziehen.

## Geständnis
1782 wurde Herrenberger vom Sulzer Oberamtmann Jacob Georg Schäffer gefangen. Schäffer gelang es, den Konstanzer Hans zu einem umfangreichen Geständnis zu bewegen – was letztlich zu dessen Begnadigung und Ernennung zum Hilfspolizisten führte. Der Konstanzer Hans machte über 500 Gauner namhaft, verriet rund 100 Gaunerunterschlüpfe und Diebesherbergen, verhinderte, dass das Kloster Maria-Einsiedeln einem Brandanschlag zum Opfer fiel und verfasste ein Wörterbuch der Gaunersprache.
Durch seine Zeugenaussage wurde der seinerzeit „prominenteste“ Räuber Süddeutschlands, Jakob Reinhard, genannt Hannikel, an den Galgen gebracht.
1793 starb Johann Baptist Herrenberger im Armenhaus in Ludwigsburg.

## Bekannte Delikte
| Jahr                   | Delikt                                          | Ort                          | Opfer                                   | Beschreibung | Komplizen                                                                    |
| ---------------------- | ----------------------------------------------- | ---------------------------- | --------------------------------------- | --- | ---------------------------------------------------------------------------- |
| ~ 1770                 | Diebstahl                                       | ?                            | ?                                       | Johann wird beim Diebstahl einer Tabakpfeife mit Zubehör von einem Krämer erwischt, der ihn daraufhin verprügelte und seinem Vater übergab. | keine                                                                        |
| 1777                   | Einbrüche und Diebstähle                        | ?                            | ?                                       | | Bremtemer-Seppe u. a.                                                        |
| ~ 1778                 | Desertation                                     | Wien                         | -                                       | Flucht von einer Kutsche an den Toren von Wien. Aufgriff an der bayerischen Grenze und Rückführung nach Wien |                                                                              |
| ~ 1779                 | Desertation                                     | Sachsen                      | -                                       | Fluchtversuch an der sächsischen Grenze, wird durch einen Knaben an die Kroaten verraten, die ihn an sein Regiment überführen |                                                                              |
| 1779                   | Diebstähle                                      | Prag                         | ?                                       | bei Festen und Wallfahrten ging Johann dem Handwerk des Beutelschneidens nach und bestahl Reisende | Starker Hans u. a.                                                           |
| ??.08.1779             | Desertation                                     | bei Freiburg                 | -                                       | Flucht bei einem Nachtlager kurz vor Freiburg |                                                                              |
| 1779/1780              | Einbrüche und Diebstähle                        | Schweiz / Oberschwaben       | ?                                       | | Bruder Städele und weiterer Komplize                                         |
| ~ 1780                 | Raubdelikte                                     | Schweiz                      | ?                                       | | Schleiferberbel, Schleifen-Toni                                              |
| Zwischen 1780 und 1781 | Einbruch                                        | Schloss Sonnenberg (Schweiz) | ?                                       | zusammen mit 3 Komplizen wurden die Mauern überstiegen, 2 Tore gewaltsam geöffnet und das Refektorium geplündert. | 3 Komplizen                                                                  |
| Zwischen 1780 und 1781 | Gefährliche Körperverletzung u. a.              | Schaffhausen                 | Schleiferberbel                         | Schleiferberbel beginnt einen Streit in einem Wirtshaus. Johann hilft ihr und es kommt zum Handgemenge. Beiden gelingt die Flucht. Er ist so erbost, dass er Berbel mit einem Säbelgriff einen Hieb gegen den Kopf versetzt.                                                                                    | Schleiferberbel                                                              |
| Zwischen 1780 und 1781 | Urkundsdelikt                                   | Lakendorf (?)                |                                         | Johann lässt sich einen falschen Pass auf den Namen Franz Xaveri Herrenberger ausstellen. |                                                                              |
| ~ 1781                 | Körperverletzung                                | Bei Hohenmemmingen           | Schinder-Peter                          | Es kommt zum Streit zwischen einer Gruppe um Schinder-Peter und Johann. Einem Gauner der Schinder-Peter zu Hilfe eilt, schneidet Schleiferberbel den Hals auf, so dass dieser starb. Schinder-Peter sticht sie in die Backe.                                                                                    | Schleiferberbel, eine weitere Begleiterin                                    |
| ~ 1781                 | Hausfriedensbruch                               | Dorf bei Rottweil            | Wirt                                    | Konstanzer Hans vermutet im Gasthaus Schinder-Peter. Er lässt nachts mit seiner kleinen Truppe die Eingänge besetzen und stürmt alleine ins Gebäude, wo er jedoch nur den Wirt antrifft. Dieser vermutet Peter in Lakendorf.                                                                                    | Schleiferberbel, unbekannter Räuber, eine weitere Begleiterin                |
| ~ 1781                 | Einbruch                                        | Flözlingen                   | Pfarrer                                 | Bei Einbruch konnten die Beteiligten eine beträchtliche Beute machen. | Schleiferberbel, und vermutlich unbekannter Räuber, eine weitere Begleiterin |
| ~ 1781                 | Hausfriedensbruch, Beleidigung, Bedrohung u. a. | bei Rapperswil (CH)          | Schwarzer-Toni u. a.                    | Johann sucht den Schwarzen Toni, nachdem dieser zwei seiner Bandenmitglieder misshandelt hat. Im Dorf durchsucht er unter einem Vorwand die Häuser, muss jedoch wegen eines Menschauflaufs schließlich fliehen.                                                                                                 |                                                                              |
| ~ 1781                 | Einbruch                                        | Wenzeln bei Alpirsbach       | ein Müller                              | Der Einbruch in die Mühle brachte nur wenig Beute (einige Gulden und Speck) | Schleiferberbel, Schinder-Peter, Viktor, unbekannter Räuber                  |
| ~ 1781                 | Nötigung                                        | Sterne(c)k                   | ein Bauer und seine Leute               | auf der Flucht nach dem Einbruch in die Mühle, befiehlt Hans dem Bauer, bei dem sie übernachten ihm seinen Hund für die Bewachung zu überlassen. Er schließt selbst die Tür ab und verbietet allen ohne sein Wissen die Tür zu öffnen.                                                                          | Schinder-Peter                                                               |
| ~ 1781                 | Diebstahl, Bedrohung                            | Weilerstadt                  | ein Schuster, ein Soldat, Menschenmenge | Hans stiehlt betrunken ein Paar Schuhe und wird vom Schuster verfolgt und kurzfristig festgehalten. Er kann jedoch noch fliehen und geht in ein Wirtshaus. Dort versucht ein Soldat und eine Menschenmenge ihn festzunehmen. Unter Drohung und Vorzeigen seiner Pistole gelingt Hans jedoch abermals die Flucht |                                                                              |

## Komplizen
| Name            | Spitzname          | Bemerkungen |
| --------------- | ------------------ | --- |
| ?               | Schul-Toni         | verheiratet mit einer Witwe, zwei Töchter, drei Brüder (zwei gehängt) |
| ?               | Brentemer-Seppe    | vornehm gekleidet, verhaftet ~ 1781. Zunächst inhaftiert in Breisach. Später aufgrund aufrührerischen Verhaltens nach Kufstein in Tirol in Festungsbau versetzt. Da keine Besserung in seinem Verhalten einsetzte schließlich nach Ungarn zum Schiffsziehen verlegt, „wobei er bald sein elendes Leben beschloß“ |
| ?               | Bruder Städele     | nicht bekannt, ob Spitzname oder tatsächlicher Bruder von Konstanzer Hans |
| ?               | Schleiferberbel    | Johanns Geliebte, mindestens ein Sohn, der um 1773 geboren wurde. |
| Antonius Krämer | Schleifen-Toni     | Mann der Schleiferberbel |
| ?               | Starker Hans       | lernte Konstanzer Hans 1779 in Prag kennen |
| ?               | Alte Juliane       | Beischläferin des Starken Hans, hatte eine Tochter, die um 1762 geboren wurde |
| Viktor          | ?                  | Zeitweise auch Mitglied in der Bande des Schwarzen Toni, wodurch es zu Konflikten zwischen Toni und Johann kommt. Involviert in die Vorfälle mit dem Schwarzen Toni und Hans im Jahr 1781. Rettet mit seiner Fürsprache Toni das Leben.                                                                          |
|                 | Schinder-Peter     | Beischläferin Henneflügels Seffe |
|                 | Henneflügels Seffe | Beischläferin des Schinder-Peter |

## Festnahmen und Haftzeiten
| Jahr        | Ort               | durch wen                                         | Haftzeit    | wie freigekommen?                                                                     | Mitgefangene                       |
| ----------- | ----------------- | ------------------------------------------------- | ----------- | ------------------------------------------------------------------------------------- | ---------------------------------- |
| ??.12.1777  | Harmersbach       | Vogt (Amtmann)                                    | 8 Tage      | man konnte ihm nichts nachweisen                                                      | Vater                              |
| 1778        | Oberflacht        | Harschier aus Spaichingen und 6 bewaffnete Männer | wenige Tage | Verpflichtung als Söldner der Österreichischen Armee                                  | Schul-Toni, Brentemer-Seppe u. a.  |
| ~ 1778      | bayerische Grenze |                                                   | wenige Tage | Nach Wien zur Armee rücküberstellt                                                    |                                    |
| ~ 1779      | sächsische Grenze | Kroaten (vermutlich Militär)                      | -           | Rücküberstellung an Regiment                                                          |                                    |
| ~ 1781      | Seitingen         | 200 bewaffnete Bauern                             | Tag(e)      | Konstanzer Hans wird als solcher nicht erkannt, alle werden nach dem Verhör entlassen | Eltern, Schleiferberbel, Schwester |
| Herbst 1781 | Schaffhausen      | verstärkte Streifen beim Herbstmarkt              | Tag(e)      | kann sich durch Lügen vom Verdacht freisprechen und wird entlassen.                   | Schleiferberbel                    |

## Schriften
- Wahrhafte Entdeckung der Jauner- oder Jenischen Sprache / von dem ehemals berüchtigten Jauner Konstanzer-Hanss auf Begehren von Ihme selbst aufgesetzt und zum Druck befördert. Sulz am Neckar, 1791.